# Murali Karthikeyan
Murali Karthikeyan (tamil. கார்த்திகேயன் முரளி; ur. 5 stycznia 1999 w Tańdźawuru) – indyjski szachista. Arcymistrz od 2015 roku.

## Kariera szachowa
W grudniu 2011 wygrał w mistrzostwach świata juniorów w szachach w Caldas Novas w Brazylii. W grudniu 2013 zdobył tytuł mistrza świata (do lat 16) w Al Ain. W 2014 zajął trzecie miejsce w turnieju Abu Dhabi Masters. Pomógł Indyjskiej drużynie zwyciężyć w olimpiadzie szachowej (do lat 16) w grudniu 2014 w szachach klasycznych. W 2015 wygrał 53. National Premier Chess Championship w Tiruvarur. Również w następnym roku zwyciężył w Lucknow. W styczniu 2019 zajął drugie miejsce w otwartym turnieju Gibraltar Masters. W czerwcu 2019 zajął drugie miejsce w mistrzostwach Azji.
Najwyższy ranking w dotychczasowej karierze osiągnął 1 stycznia 2022, z wynikiem 2637 punktów.